# Nhà thiết kế đồ họa
Nhà thiết kế đồ họa (tiếng Anh: graphic designer), đôi khi còn gọi là nghệ sĩ đồ họa (tiếng Anh: graphic artist), là một chuyên gia trong ngành thiết kế đồ họa và nghệ thuật đồ họa, người lắp ráp các hình ảnh, kiểu chữ hoặc đồ họa chuyển động để tạo ra một thiết kế. Một nhà thiết kế đồ họa tạo ra đồ họa chủ yếu cho các phương tiện truyền thông được xuất bản, in ấn hoặc điện tử, chẳng hạn như tài liệu quảng cáo (đôi khi) và quảng cáo. Đôi khi họ cũng chịu trách nhiệm sắp chữ, minh họa, giao diện người dùng và thiết kế web. Trách nhiệm cốt lõi trong công việc của nhà thiết kế đồ họa là trình bày thông tin theo cách vừa dễ truy cập vừa dễ nhớ.

## Trình độ chuyên môn
Bằng cử nhân hoặc chứng chỉ từ một trường thương mại được công nhận thường được coi là cần thiết cho vị trí thiết kế đồ họa. Sau khi có nghề nghiệp đã được thiết lập, thì kinh nghiệm và số năm thiết kế đồ họa của nhà thiết kế được coi là bằng cấp chính. Một danh mục các sản phẩm đã thực hiện, là phương pháp chính để thể hiện những bằng cấp này, thường được yêu cầu phải được trình bày trong các cuộc phỏng vấn việc làm, và liên tục được phát triển trong suốt sự nghiệp của một nhà thiết kế.
Một nhà thiết kế có thể có được AAS, BA, BFA, BCA, MFA hoặc MPhil / Tiến sĩ về thiết kế đồ họa. Các chương trình cấp bằng có sẵn khác nhau tùy thuộc vào tổ chức, mặc dù các công việc thiết kế đồ họa điển hình của Hoa Kỳ có thể yêu cầu ít nhất một số dạng bằng cấp.